# Sphingonotus haitiensis
Sphingonotus haitiensis är en insektsart som först beskrevs av Henri Saussure 1861.  Sphingonotus haitiensis ingår i släktet Sphingonotus och familjen gräshoppor. Inga underarter finns listade i Catalogue of Life.